# Српска певачка друштва основана до почетка Другог светског рата
До 1941. године је пописано преко 400 српских певачких друштава: преко 100 на подручју данашње Србије без Војводине, око 200 у Војводини, око 100 у Хрватској и Далмацији, Босни и Херцеговини, Македонији, Банији, Румунском Банату, те неколицина у Будимпешти, Бечу, Грацу, Чикагу, Питсбургу итд.  Међутим, пописи нису потпуни, те су бројке вероватно веће.
Следи списак српских певачких друштава у деветнаестом веку:
| Година оснивања | Назив                                                     | Град              |
| --------------- | --------------------------------------------------------- | ----------------- |
| 1838.           | Панчевачко српско црквено певачко друштво                 | Панчево           |
| 1839.           | Српско пјевачко друштво „Јединство“ Котор                 | Котор             |
| 1853.           | Прво београдско певачко друштво                           | Београд           |
| 1862.           | Српско певачко друштво у Руми                             | Рума              |
| 1865.           | Српска певачка дружина                                    | Суботица          |
| 1865.           | Српско црквено-певачко друштво                            | Сремска Митровица |
| 1870.           | Сомборско певачко друштво                                 | Сомбор            |
| 1874.           | Дубровачко српско пјевачко друштво „Слога“                | Дубровник         |
| 1879.           | Српско-јеврејско певачко друштво                          | Београд           |
| 1881.           | Певачко друштво „Станковић”                               | Београд           |
| 1887.           | Нишка црквена певачка дружина „Бранко“                    | Ниш               |
| 1887.           | Лесковачка црквена певачка дружина „Бранко“               | Лесковац          |
| 1886.           | Српско-православно црквено пјевачко друштво               | Тузла             |
| 1888.           | Српско певачко друштво Гусле                              | Мостар            |
| 1888.           | Српско-православно црквено пјевачко друштво „Слога”       | Сарајево          |
| 1892.           | Српско занатлијско певачко друштво „Невен”                | Нови Сад          |
| 1892.           | Српско-православно пјевачко друштво „Застава”             | Невесиње          |
| 1892.           | Српско-православно црквено пјевачко друштво „Вила”        | Приједор          |
| 1892.           | Српско-православно пјевачко друштво                       | Сребреница        |
| 1893.           | Српско пјевачко друштво „Јединство“                       | Бања Лука         |
| 1897.           | Српско-православно црквено пјевачко друштво „Милутиновић” | Високо            |
| 1897.           | Српско-православно пјевачко друштво „Побратимство”        | Сански Мост       |
| 1898.           | Српско-православно црквено пјевачко друштво „Милутиновић” | Босанска Крупа    |
| 1899.           | Српско црквено пјевачко друштво Србадија                  | Бијељина          |
| 1899.           | Српско-православно црквено пјевачко друштво „Крајишник”   | Нови Град         |
| 1900.           | Српско-православно црквено пјевачко друштво „Змај”        | Дервента          |
| 1900.           | Српско-православно пјевачко друштво „Николајевић”         | Мркоњић Град      |
| 1900.           | Српско-православно црквено пјевачко друштво „Свети Сава”  | Фоча              |
| 1903.           | Српско-православно пјевачко друштво „Дечански”            | Зеница            |
| 1903.           | Српско-православно црквено пјевачко друштво „Вишњић”      | Козарска Дубица   |
| 1905.           | Српско-православно црквено пјевачко друштво „Бранко”      | Прњавор           |
| 1906.           | Српско-православно црквено пјевачко друштво „Југовић”     | Бихаћ             |
| 1906.           | Српско-православно пјевачко друштво „Вијенац”             | Брчко             |
| 1906.           | Српско-православно пјевачко друштво „Јавор”               | Бугојно           |
| 1906.           | Српско пјевачко друштво „Јакшић”                          | Кључ              |
| 1907.           | Српско пјевачко друштво „Сундечић”                        | Ливно             |
| 1907.           | Српско пјевачко друштво „Зора”                            | Модрича           |
| 1907.           | Српско пјевачко друштво                                   | Шамац             |